# Mistrzostwa Oceanii w Koszykówce Mężczyzn 2011
Mistrzostwa Oceanii w Koszykówce Mężczyzn 2011 – 20. w historii mistrzostwa Oceanii w koszykówce mężczyzn. Odbyły się od 7 do 11 września 2011 roku w Australii. Podobnie jak w poprzednich edycjach o tytuł najlepszej drużyny kontynentu rywalizowały 2 reprezentacje: Australii i Nowej Zelandii.
Mistrzostwa Oceanii w Koszykówce Mężczyzn 2011 rozgrywane były w formule 3 spotkań, gdzie zwycięzca przynajmniej 2 z nich zostawał mistrzem kontynentu. Rozgrywki te były jednocześnie kwalifikacją do męskiego turnieju koszykówki podczas Letnich Igrzysk Olimpijskich 2012. Zwycięzca mistrzostw Oceanii automatycznie zdobywał kwalifikację do igrzysk, a przegrany zakwalifikował się do udziału w Światowym Turnieju Kwalifikacyjnym.
Wszystkie 3 spotkania wygrała reprezentacja Australii, która tym samym zdobyła 17. złoty medal w historii mistrzostw Oceanii.

## Przebieg turnieju

### 1. mecz
| 7 września 2011 19:30 | [ 3 ] | Australia 91 – 78 Nowa Zelandia                                            | Australia 91 – 78 Nowa Zelandia | Australia 91 – 78 Nowa Zelandia                           |  | State Netball and Hockey Centre, Melbourne Sędziowie: - Jose Martin, - Michael Aylen, - Gavin Whiu |
| 7 września 2011 19:30 | [ 3 ] | Rezultaty w kwartach: 26–18, 21–27, 26–13, 18–20                           |                                 |                                                           |  | State Netball and Hockey Centre, Melbourne Sędziowie: - Jose Martin, - Michael Aylen, - Gavin Whiu |
| 7 września 2011 19:30 | [ 3 ] | Pkt: Patrick Mills 20 Zb: Brad Newley, Aleks Marić 8 As: Matthew Nielsen 6 |                                 | Pkt: Kirk Penney 30 Zb: Mika Vukona 12 As: Lindsay Tait 6 |  | State Netball and Hockey Centre, Melbourne Sędziowie: - Jose Martin, - Michael Aylen, - Gavin Whiu |
| 7 września 2011 19:30 | [ 3 ] | Australia prowadzi w serii 1–0                                             |                                 |                                                           |  | State Netball and Hockey Centre, Melbourne Sędziowie: - Jose Martin, - Michael Aylen, - Gavin Whiu |

### 2. mecz
| 9 września 2011 19:30 | [ 5 ] | Nowa Zelandia 64 – 81 Australia                         | Nowa Zelandia 64 – 81 Australia | Nowa Zelandia 64 – 81 Australia                           |  | Brisbane Entertainment Centre, Brisbane Sędziowie: - Jose Martin, - Tim Brown, - Scott Butler |
| 9 września 2011 19:30 | [ 5 ] | Rezultaty w kwartach: 15–24, 19–12, 20–17, 10–28        |                                 |                                                           |  | Brisbane Entertainment Centre, Brisbane Sędziowie: - Jose Martin, - Tim Brown, - Scott Butler |
| 9 września 2011 19:30 | [ 5 ] | Pkt: Kirk Penney 17 Zb: Kirk Penney 5 As: Kirk Penney 4 |                                 | Pkt: Brad Newley 12 Zb: Aleks Marić 8 As: Patrick Mills 4 |  | Brisbane Entertainment Centre, Brisbane Sędziowie: - Jose Martin, - Tim Brown, - Scott Butler |
| 9 września 2011 19:30 | [ 5 ] | Australia prowadzi w serii 2–0                          |                                 |                                                           |  | Brisbane Entertainment Centre, Brisbane Sędziowie: - Jose Martin, - Tim Brown, - Scott Butler |

### 3. mecz
| 11 września 2011 16:00 | [ 7 ] | Australia 92 – 68 Nowa Zelandia                        | Australia 92 – 68 Nowa Zelandia | Australia 92 – 68 Nowa Zelandia                         |  | Sydney Entertainment Centre, Sydney Sędziowie: - Jose Martin, - Scott Butler, - Gavin Whiu |
| 11 września 2011 16:00 | [ 7 ] | Rezultaty w kwartach: 23–24, 22–17, 31–20, 16–7        |                                 |                                                         |  | Sydney Entertainment Centre, Sydney Sędziowie: - Jose Martin, - Scott Butler, - Gavin Whiu |
| 11 września 2011 16:00 | [ 7 ] | Pkt: Aleks Marić 27 Zb: Aleks Marić 8 As: Joe Ingles 6 |                                 | Pkt: Kirk Penney 27 Zb: Casey Frank 7 As: Kirk Penney 4 |  | Sydney Entertainment Centre, Sydney Sędziowie: - Jose Martin, - Scott Butler, - Gavin Whiu |
| 11 września 2011 16:00 | [ 7 ] | Australia wygrywa w serii 3–0                          |                                 |                                                         |  | Sydney Entertainment Centre, Sydney Sędziowie: - Jose Martin, - Scott Butler, - Gavin Whiu |